# Culex deserticola
Culex deserticola är en tvåvingeart som beskrevs av James Barrie Kirkpatrick 1924. Culex deserticola ingår i släktet Culex och familjen stickmyggor. Inga underarter finns listade i Catalogue of Life.